# Vollmondnächte
Vollmondnächte (Originaltitel Les nuits de la pleine lune) ist ein Spielfilm des französischen Filmemachers Éric Rohmer aus dem Jahr 1984. Die Filmkomödie ist der vierte Teil des Zyklus Komödien und Sprichwörter. Hauptfigur des Films ist eine junge Frau, die sich nicht zwischen zwei unterschiedlichen Lebensstilen entscheiden kann. Das Sprichwort, das dem Film vorangestellt ist, lautet: „Wer zwei Frauen hat, verliert seine Seele, wer zwei Häuser hat, verliert seinen Verstand“.

## Handlung
Die junge Dekorateurin Louise ist zu ihrem Freund Rémi nach Marne-la-Vallée gezogen, in eine jener sogenannten Villes nouvelles in der Banlieue von Paris. Ihre eigene Wohnung im Zentrum von Paris hat sie vermietet. Das eintönige Leben am Stadtrand ist für sie jedoch sehr gewöhnungsbedürftig. Sie langweilt sich und vermisst ihre Freunde in Paris. Besonders fehlt ihr der Schriftsteller und Ratgeber Octave. Obwohl sie Rémi liebt, trennt sie sich von ihm und kehrt in ihre alte Wohnung zurück. Die räumliche Trennung von Rémi schürt jedoch weitere Zweifel bei Louise. Sie hat ihn im Verdacht sich mit ihrer Freundin Camille zu treffen. Aber auch Louise ist sich ihrer Gefühle nicht mehr sicher, als sie den Musiker Bastien kennenlernt. Als sie sich entschließt doch zu Rémi zurückzukehren, muss sie jedoch feststellen, dass dieser mit Marianne zusammenleben möchte. Marianne ist die Mitbewohnerin von Camille. Die Trennung ist nun endgültig.

## Hintergrund
Anders als die bisherigen Filme des Zyklus Komödien und Sprichwörter Die Frau des Fliegers (1981), Die schöne Hochzeit (1982) und Pauline am Strand (1983) ging Vollmondnächte nicht auf eine alte Arbeit Rohmers zurück. Er schrieb das Szenario, das zuerst die Titel La Garçonniere („Junggesellenbude“), später L’Appartment trug, mit ungewöhnlicher Leichtigkeit in den frühen 1980er Jahren. Allerdings griff er auf eine Fragestellung zurück, die er bereits in Die Liebe am Nachmittag (1972) behandelt hatte: Ist es möglich, zwei Leben zur gleichen Zeit zu führen? Der Film war gewissermaßen ein Gegenstück zur letzten der Moralischen Erzählungen, bei dem die Perspektive von einer männlichen auf eine weibliche Figur überging. Das einleitende Motto des Films „Qui a deux femmes perd son âme, qui a deux maisons perd sa raison“ („Wer zwei Frauen hat, verliert seine Seele, wer zwei Häuser hat, verliert seinen Verstand“) gab Rohmer als „Dicton champenois“ („Sprichwort aus dem Champenois“) aus. Es ist aber „gut gefälscht“ und zumindest teilweise von ihm selbst erfunden.
Für Vollmondnächte orientierte sich Rohmer stärker als in seinen sonstigen Filmen am Zeitgeist der 1980er. Er wollte das Nachtleben, die Partyszene und die trendbewussten „branchés“ erkunden. Dafür befragte er Darsteller seiner früheren Filme wie Pascal Greggory und begab sich auch – in Begleitung des jungen Nachwuchsmusikers Ronan Girre, der die Musik zu Die schöne Hochzeit geschrieben hatte – selbst auf Partys und in Nachtclubs, wo er zumeist in einer Ecke saß und die jungen Leute beobachtete. In Aufzeichnungen beklagte er sich über den Rauch und die laute Musik auf diesen Veranstaltungen. Für den visuellen Höhepunkt von Vollmondnächte, eine große Partyszene, richtete Rohmers Produktionsstudio Films du Losange am 31. Januar 1984 tatsächlich eine Party aus, die am Ende so überlaufen war, dass die Filmcrew kaum noch Platz für die Dreharbeiten fand. Die Musikstücke stammten von dem jungen Popduo Elli et Jacno (Sängerin Elli Medeiros), das Rohmer empfohlen worden war.

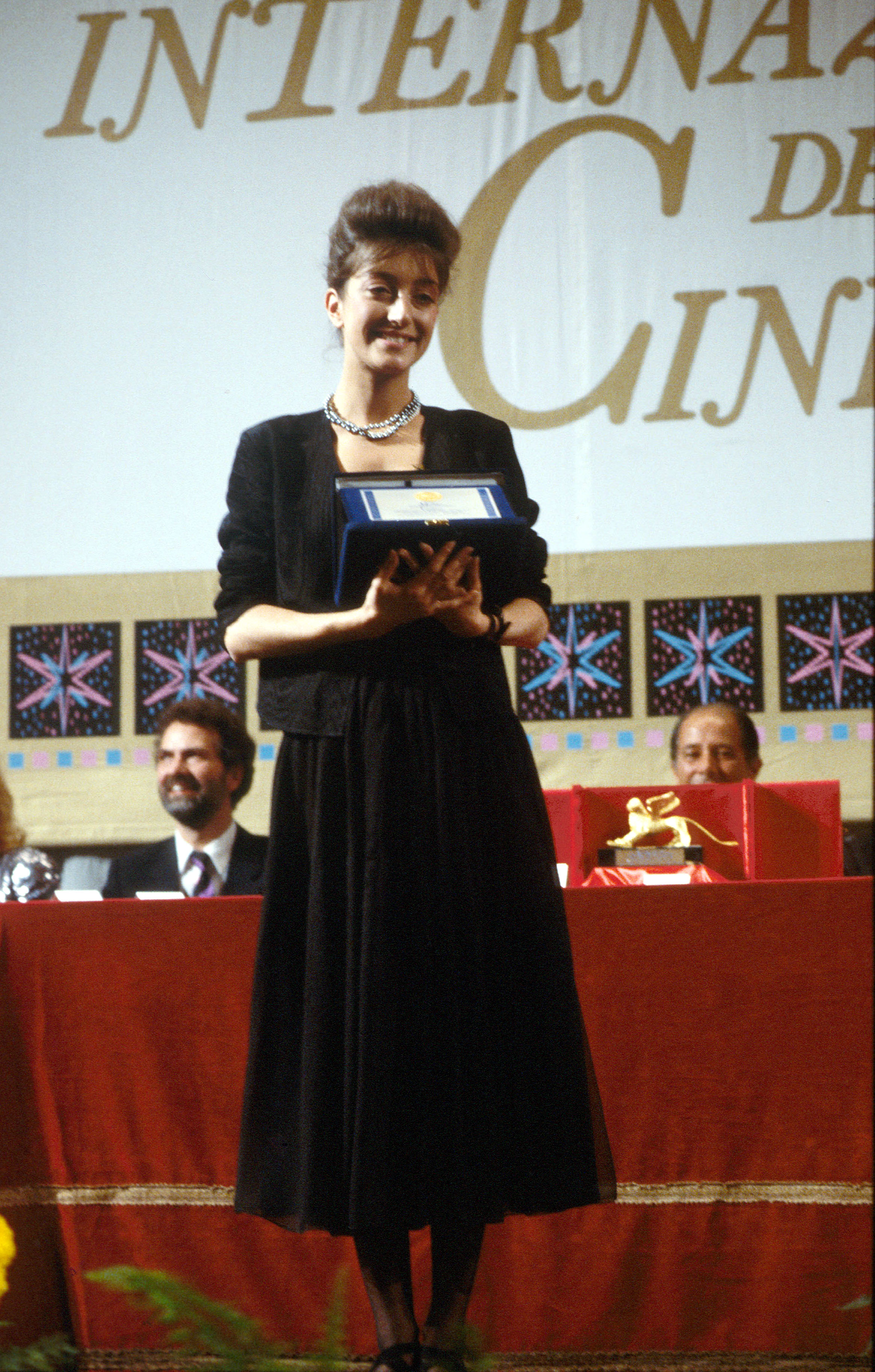
Pascale Ogier mit ihrer Auszeichnung für Vollmondnächte bei den Filmfestspielen von Venedig 1984

Mit den beiden Hauptdarstellern Pascale Ogier und Fabrice Luchini hatte Rohmer schon in Perceval le Gallois (1978) zusammengearbeitet, mit Luchini auch noch in einigen weiteren Filmen. Für beide markierte Vollmondnächte einen großen Sprung in ihrer Karriere. Luchini, der seit Perceval auf die Rolle des ermüdenden Intellektuellen festgelegt war, bewies, wie geistreich und witzig er sein konnte, was ihm anhaltende Popularität verschaffte. Vor allem aber Pascale Ogier brachte der Film große Aufmerksamkeit in der Öffentlichkeit und den Medien ein. Wie üblich bei Rohmer hatte er ihre Rolle zum Teil nach ihren eigenen autobiografischen Erfahrungen gestaltet. Er hatte aber auch die Erfahrungen von anderen jungen Frauen aus seinem Umfeld wie Arielle Dombasle, Marie Bouteloup oder Françoise Etchegaray einfließen lassen. Daneben hatte er Ogier – passend zum Beruf der von ihr dargestellten Figur, Dekorateurin – auch die Ausstattung ihrer beiden Wohnungen gestalten lassen inklusive einiger Bilder von Piet Mondrian, die nicht seinem eigenen Geschmack entsprachen. Er ließ sie auch die Kostüme ihrer Figur aussuchen, wobei er nur die Farbe grau vorgab, die den Film dominieren sollte. Für Ogier war der Film ein großer Erfolg. Sie wurde in der Öffentlichkeit zu einer Art Archetyp der Pariserin des Jahres 1984 und hatte zahlreiche Fernsehauftritte, doch ihr Ruhm währte nur wenige Wochen. Am Vorabend ihres 26. Geburtstags nach einer Party mit Drogenkonsum starb sie an einem Herzinfarkt.
Für Rohmer markierte Vollmondnächte nicht nur einen besonderen Erfolg im Zyklus Komödien und Sprichwörter, sondern auch einen Umbruch. Nach dem Film trennte er sich von seinem kompletten Filmstab, darunter der Kameramann Renato Berta und der langjährige Toningenieur Georges Prat, und stellte eine neue, jüngere und überwiegend weibliche Crew zusammen. Die folgenden Filme Das grüne Leuchten (1986) und Vier Abenteuer von Reinette und Mirabelle (1987) folgten einem stärker experimentellen Prinzip: Gedreht mit minimalem Aufwand und auf 16-mm-Film stand vor allem die Improvisation der Darsteller im Mittelpunkt.

## Rezeption
Vollmondnächte zog in Frankreich über 620.000 Kinobesucher an, allein die Hälfte davon in Paris. Über Rohmers Erwartung hinaus konnte sich eine ganze Generation in dem Film wiedererkennen und er wurde mit seiner festlichen Eleganz, dem Beziehungschaos und der Nostalgie für Traditionen zu einem Leitbild der Pariser Kultur in den 1980ern. Die Kritik war beinahe einhellig zustimmend, auch solche wie Claude Baignères, der zuvor in Le Figaro Pauline am Strand verrissen hatte. Einen Einwand formulierte Serge Daney in Libération, in dem er Rohmer einen „verkehrten Brechtianismus“ vorwarf, den Zuschauer an seine Figuren zu binden, bis sie ihrer verdienten Bestrafung zusteuerten, den Blick aber auch dann nicht zu erweitern, sondern in ihren Tränen zu schwelgen.
Für Vincent Canby in der New York Times rangierte der Film „unter den allerbesten von Rohmer. Aufgeklärte Selbsttäuschung ist das System in diesem winzigen Universum, und es ist erfrischend komisch anzuschauen.“ Der Filmdienst urteilte: „Eine geistreiche und intelligente Auseinandersetzung mit fundamentalen Fragen des menschlichen Zusammenlebens. Der von Sympathie für seine Personen getragene, inszenatorisch nur scheinbar leichte Film besticht gleichermaßen in Stil, Tonlage, Erzählrhythmus und Sujet.“ Hellmuth Karasek sprach von einer „kapriziösen Odyssee eines Mädchens durch ihr junges Leben; einer Pendlerin zwischen Großstadt und Vorstadt, ständig auch auf der Reise zwischen fester Bindung und ihrer Sehnsucht, frei und allein zu sein.“ Der Hauptdarstellerin gelänge „ein anrührender Zeittyp, ein tapferes und tränenreiches Mädchen“, das die Widersprüche in ihrem Leben spielend und vernünftig zugleich zu bewältigen versuche.
Der Film Passagiere der Nacht von Mikhaël Hers aus dem Jahre 2022 thematisiert in einer Nebenhandlung den Film und den frühen Tod von Pascale Ogier.

## Auszeichnungen
Der Film nahm 1984 am Wettbewerb der Internationalen Filmfestspiele von Venedig teil. Hauptdarstellerin Pascale Ogier wurde mit dem Preis für die beste Schauspielerin des Festivals ausgezeichnet. 1985 wurde der Film für fünf Césars nominiert und gewann die Auszeichnung des  Syndicat Français de la Critique de Cinéma als bester französischer Film.